# Marismas del río Palmones
Las marismas del río Palmones son un área protegida entre los términos municipales de Algeciras y Los Barrios en la comarca andaluza del Campo de Gibraltar.
La extensión de este paraje natural es de 113 hectáreas y corresponde al estuario de las marismas de aguas salobres de la desembocadura del río Palmones, junto a la bahía de Algeciras. La declaración de espacio natural fue aprobada junto al Inventario de Espacios Naturales Protegidos de Andalucía en 1989 protegiéndose 58 hectáreas. En 2011 se aprobó el Plan de Ordenación de los Recursos Naturales (PORN) del paraje y se amplió en 55 hectáreas su superficie abarcando además de las marismas mareales el cordón litoral y el sistema dunar secundario. Esta declaración se hizo efectiva en noviembre de 2013 junto a la declaración del paraje como Zona de Especial Conservación (ZEC) y su incorporación a la Red Natura 2000. Esta nueva figura de protección vendría a sumarse a la declaración de la zona como Zona de Especial Protección para las Aves (Z.E.P.A.) llevada a cabo en 2002.

## Marismas protegidas
El interés biológico de este espacio natural radica por una parte en ser punto de parada de gran cantidad de aves que realizan sus movimientos migratorios a través del estrecho de Gibraltar y por otra parte en las especies animales y vegetales propias.

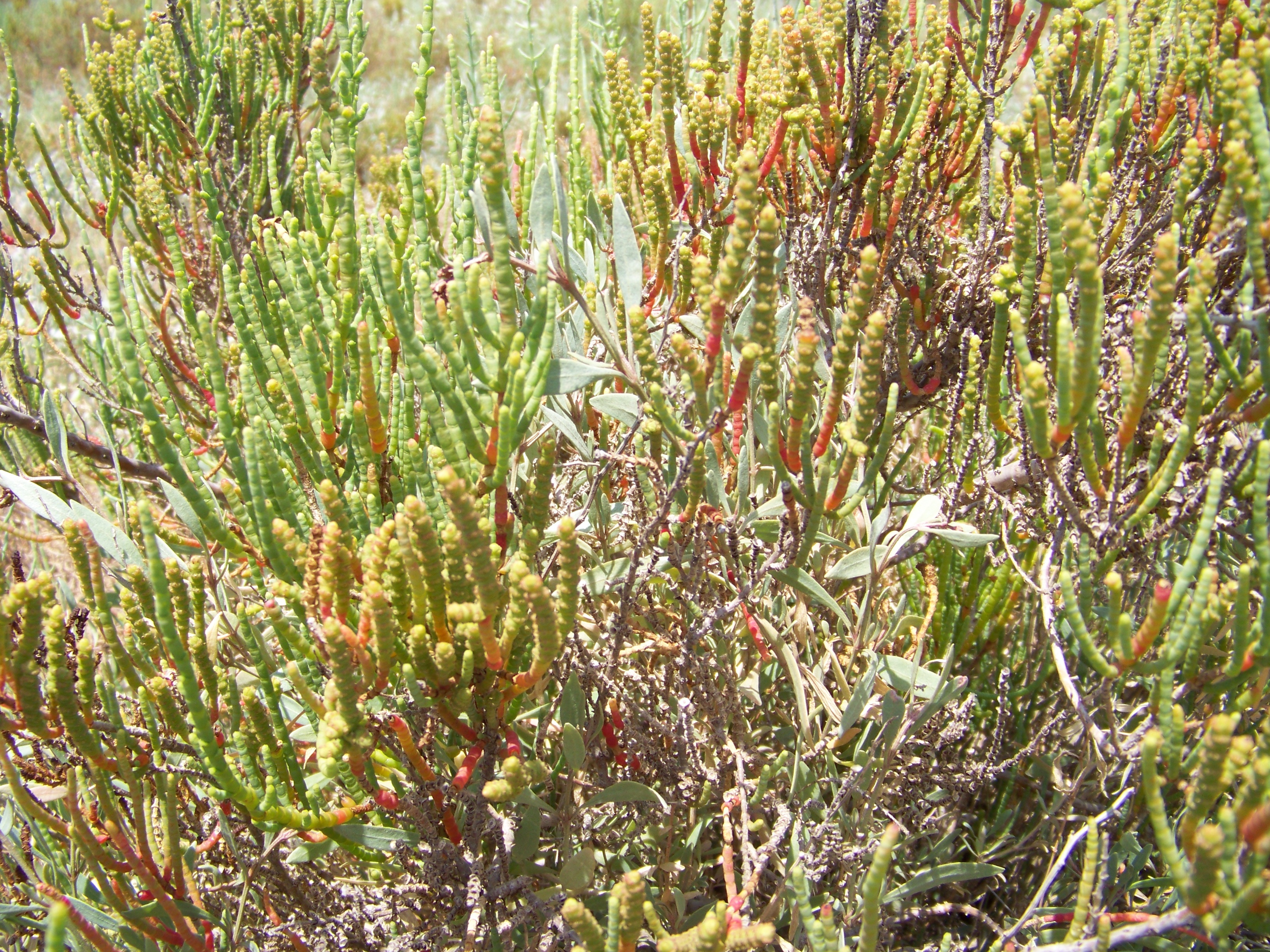
Vegetación halófita en las Marismas del río Palmones

 Entre las especies residentes destaca la presencia de la nutria, especie altamente protegida. Los valores botánicos del área son igualmente singulares. El ecosistema dunar y de marisma presente se encuentra en gran regresión en la mayor parte del litoral mediterráneo por lo que su conservación es prioritaria para la legislación medioambiental actual. Dentro del estuario protegido destaca la presencia de especies litorales adaptadas a la salinidad (halófitas) en una comunidad muy homogénea, de estrato herbáceo, formada casi exclusivamente por espartinas, juncos, carrizos y salicornias. El suelo sobre el que se desarrollan estas especies está formado por limos y materia orgánica en descomposición siendo mínima la presencia de arenas. Además, en la franja intermareal crecen algunas especies de macroalgas rojas, epífitas sobre las partes basales de la vegetación de marisma.
Respecto a las poblaciones migradoras que utilizan estas marismas cabe destacar la presencia de diversos tipos de anátidas como el ánsar común, el ánade friso, el ánade rabudo u otras aves con ciclo vital relacionado con las aguas continentales como el zampullín común, la garza real, el ostrero, el chorlito gris, la aguja colinegra, el zarapito trinador, el archibebe común, el cormorán grande, el morito común, la espátula común, el águila pescadora, la polluela pintoja, la grulla común, el charrán rosado, la carraca europea, el tarro común o el águila calzada.

## Marismas no protegidas
Pero no sólo la zona protegida es importante desde el punto de vista biológico y medioambiental. Las zonas de pastizales de inundación que acompañan el curso bajo del río Palmones son igualmente singulares y desde 2003 la Mancomunidad de Municipios del Campo de Gibraltar realiza labores de acondicionamiento de los márgenes del río y zonas adyacentes a las marismas. Estas labores de conservación son de gran importancia en tanto que su estado influye decisivamente en el régimen de aguas del paraje natural. La eliminación de presas naturales e infraestructuras hace posible que las subidas en el nivel del agua del río no se produzca en forma de inundación, dañando la vegetación y fauna.
Por todo ello actualmente se encuentra en trámite de estudio la ampliación del curso medio para crear un corredor ecológico que permita conectar este paraje natural con el cercano parque natural de Los Alcornocales. De este modo actualmente se está procediendo a la creación del Parque metropolitano del río Palmones en ambas orillas del río que dotará a los municipios limítrofes de una amplia zona de espacios libres fuera del alcance de los numerosos polígonos industriales y comerciales existentes. Este futuro parque unido a las marismas protegidas pasarían por ser las únicas zonas sin urbanizar y protegidas de la ribera de la bahía de Algeciras.

## Sistema dunar

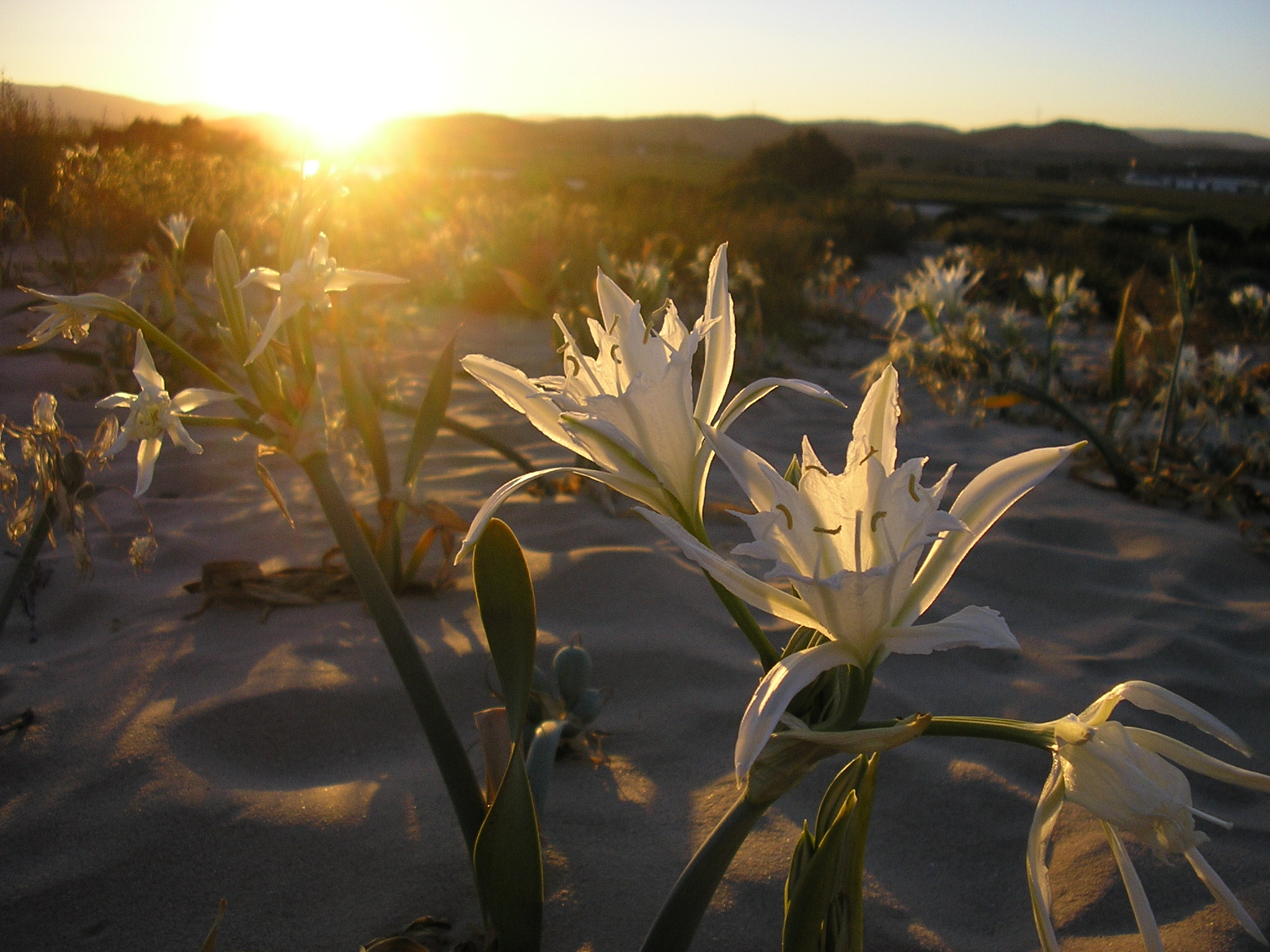
Azucena de mar sobre las dunas del Rinconcillo.

Las actuales marismas del río Palmones se formaron al cerrarse la desembocadura del río por un amplio cordón litoral con posterioridad al siglo I. El cordón dunar actual ha sido parcialmente ocupado por diversas urbanizaciones y las actuales barriadas de Palmones y El Rinconcillo están construidas sobre él. La flecha dunar actual de 750 metros de longitud puede subdividirse en dos partes claramente diferenciadas. El sistema dudar primario, el más activo, se encuentra en la orilla de la Bahía de Algeciras y se encuentra muy fragmentado por los caminos formados por el tránsito de personas desde la playa de El Rinconcillo mientras que se ha perdido totalmente por la urbanización de la playa de Palmones. El sistema dunar secundario, correspondiente a las dunas más antiguas y de escasa elevación, se encuentra limitando con los meandros del río.
Destacan varias especies vegetales propias de ecosistemas dunares tales como el alhelí de mar, el cuernecillo de mar, el junco churrero, la efedra, la lechuguilla dulce, la grama de mar, la azucena de mar, el barrón, el cardo marítimo o el labiérnago. Varias de estas especies tienen una especial importancia en la consolidación de las dunas y actualmente están siendo desplazadas por plantas alóctonas de rápida colonización que fueron replantadas en este lugar, igual que en otros sistemas dunares, para evitar las pérdidas de arena que se producían. Es especialmente preocupante la proliferación de la especie conocida como uña de gato que ocupa una gran extensión y sobre la que existen programas de erradicación y sustitución por especies locales.